# Geoffroy de Donjon
Geoffroy de Donjon de Duisson (Francia, ... – Terra santa, 1202) fu Gran Maestro dell'Ordine di Malta dal 1193 al 1202.

## Biografia
Originario della Francia, nell'inverno del 1187 fu al fianco del gran maestro d´Aps nella battaglia di Akkon e succedette al successore di quest'ultimo, nel 1193.
Protetto dal re Enrico I di Gerusalemme, alla morte di questi nel 1197, dovette confrontarsi con il suo successore, Amalrico II, col quale non ebbe buoni rapporti.
Dal 1198 creò ad ogni modo le condizioni tali per una pace quinquennale con i musulmani, che si concluse tragicamente poco dopo la sua morte, avvenuta nel 1202.